# Silvina Jardón
Silvina Beatriz Sabina Jardón Tuñón (Calimaya, 29 de agosto de 1874 - Ciudad de México, 30 de mayo de 1958) fue una pedagoga mexicana precursora de la educación preescolar en el Estado de México e impulsora del proyecto de modernización de la educación en México a principios del siglo XX. Fue de las primeras mujeres que formó parte del Consejo General de Educación, y fomentó la participación de las mujeres en ámbitos políticos educativos abriendo oportunidades para que las educadoras en cargos de decisión.

## Biografía
Nació en el seno de una familia acaudalada, fue hija de Don Cayetano Jardón originario de Tenancingo e Ignacia Tuñón de origen español. Debido a la influencia de su ascendencia española, Doña Ignacia fomentó un ambiente de libertad para sus hijas que no se adaptaba a la sociedad mexicana de aquel tiempo; alentando a Silvina para que continuara su formación elemental fuera de su localidad, motivo por el cual se trasladó a Toluca, la capital del estado.

### Educación
Entró en la Escuela Normal de Profesoras y de Artes y Oficios (actualmente Escuela Normal de Estado de México), donde se impartía la carrera de profesora de educación elemental. Esta institución contaba con una escuela de párvulos, considerada como el antecedente de la educación preescolar, y una primaria adjunta. Dentro de las alumnas que asistían, se distinguían dos tipos: internas y externas; las internas residían dentro del plantel de la Escuela Normal ya que contaba con dormitorios, comedores e instalaciones adecuadas para las estudiantes permanecieran ahí; las externas asistían diariamente y regresaban a su hogar al finalizar las clases. Silvina Jardón ingresó como estudiante interna y ahí concluyó su primaria superior para proseguir con su formación como profesora. Fue una estudiante sobresaliente que obtuvo reconocimientos en distintas materias durante su formación académica.

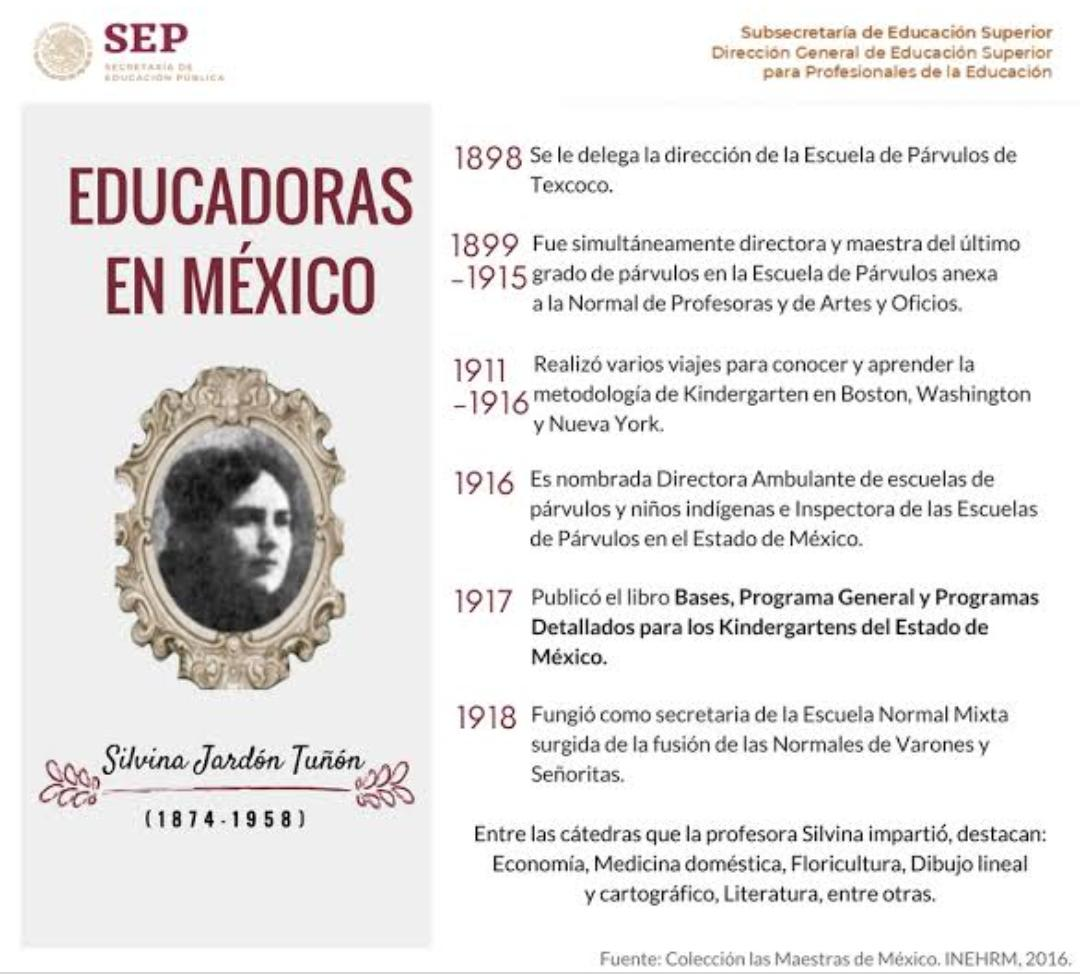

### Trayectoria profesional
Al terminar sus estudios se le asignó la dirección de la recién creada Escuela de Párvulos de Texcoco en marzo de 1898, asignación que llevó a cabo por un año, ya que permutó con su profesora Mercedes Calderón de la Barca. Con este cambio queda a cargo de la Escuela de Párvulos adjunta a la Escuela Normal de Profesoras y de Artes y Oficios. Entre 1899 y 1915 se desempeñó como directora y profesora del último grado de párvulos, lo que le permitía enseñar con su práctica a las otras profesoras del instituto, siendo la responsable de la calidad de enseñanza de toda la escuela. Su mayor contribución durante este periodo fue precisamente a través de la enseñanza de los principales métodos didácticos, como el sistema Froebel, método que estudio ampliamente basándose en los textos del autor y de Marie Pape-Carpantier para su interpretación y posterior adaptación e impulsarlo en el estado de México.
Durante 1903 se realizó una estrategia que permitió el intercambio de las directoras de los dos planteles anexos a las escuelas normales, lo que llevó a Silvina a dejar temporalmente la dirección y unirse a prestar servicios a la Escuela Normal de Profesores adjunta al Instituto Científico y Literario. También formó parte del Consejo General de Educación del Instituto Científico y Literario dentro del área de Kindergarten, el cual tenía el objetivo de apoyar a la institución en los asuntos técnicos de la educación.
Se desempeñó como la primera Inspectora de Escuelas de Párvulos en 1912, implementando nuevas actividades como verificar condiciones higiénico-pedagógicas de las instituciones; comprobar la inscripción y asistencia de los niños; auditar los libros administrativos; y principalmente, atender los aspectos primordiales de la vida escolar como la capacitación de las maestras acorde a las corrientes pedagógicas actualizadas. Realizó diversas estancias en Boston, Washington y Nueva York, así como en la Universidad de Columbia. Junto con Elvira Nosari fueron enviadas a capacitarse a Italia con la profesora María Montessori con el apoyo del Gobierno del Estado de México. Al regresar, escribió su obra Bases, Programa General y Programas Detallados para los kindergartens del Estado de México, en la cual describe la metodología de Froebel para su aplicación en el Estado de México donde aborda el tipo de organización, los programas, el material, el personal, los procesos de admisión, regulaciones de higiene y aseo, la disciplina, administración del tiempo, mobiliario, así como la forma de evaluación y reconocimiento que debían seguir los jardines de niños incluyendo el programa detallado del ciclo escolar. Esta publicación fue utilizada como guía por otros estados mexicanos en la Metodología del Kindergarten.
A mediados de 1916 se le nombra Directora Ambulante de Escuelas de Párvulos y niños indígenas como reconocimiento a su desempeño y se le ratifica como Inspectora de las Escuelas de Párvulos en el Estado de México. A partir de 1918 funge como secretaria de la Escuela Normal Mixta. En 1921, al separarse las escuelas normales se reincorpora como directora del Jardín de Niños adjunto a la Escuela Profesional y de Artes y Oficios para Señoritas permaneciendo en ese cargo hasta 1938.
Posteriormente se traslada a la Ciudad de México a ejercer la docencia, su trayectoria en esta ciudad consistió en ser maestra de primaria, labor que realizó entre diez y quince años hasta su jubilación. Falleció el 30 de mayo de 1958 en la Ciudad de México a la edad de 84 años.

## Obra
- Bases, Programas General y Programas Detallados para los Kindergartens del Estado de México, 1917.

## Reconocimientos
Desde la década de 1950, existe un jardín de niños en la delegación Azcapotzalco que lleva por nombre Silvina Jardón.